# Godwin Tshimanga
Godwin Tshimanga (25 januari 2001) is een Belgisch basketballer.

## Carrière
Tshimanga speelde in de jeugd van Tigers Halle, Bavi Vilvoorde en de Antwerp Giants. Hij maakte in december 2018 zijn debuut voor de eerste ploeg maar zou daarna geen kans meer krijgen in de hoogste klasse. Hij speelde de daarop volgende seizoen bij de Antwerp Giants II in de tweede en derde klasse. In 2022 maakte hij de overstap naar Kangoeroes Mechelen waar hij ook op dubbele licentie uitkwam bij Guco Lier. Hij speelde elf wedstrijden mee met de eerste ploeg. Voor het seizoen 2023/24 tekende hij een contract bij Brussels Basketball en kwam op dubbele licentie ook uit voor Bavi Vilvoorde.
In het seizoen 2024/25 kreeg hij meer kansen in de BNXT League en kwam ook definitief uit voor Brussels.

## Erelijst
- Kampioen derde klasse: 2022